# Єрмаков Василь Петрович
Василь Петрович Єрмаков (27 лютого (11 березня) 1845 , Терюха, Могильовська губернія  — 16 березня 1922 , Київ ) — доктор чистої математики, заслужений професор Київського університету (1890), член-кореспондент Петербурзької академії наук (1884).

## Біографія
Народився 27 лютого (11 березня) 1845 року в селі Терюха, поблизу Гомеля. В 1868 році закінчив Київський університет і був залишений стипендіатом для підготовки до професорської діяльності.
В 1870 році відкрив нову ознаку збіжності числових рядів. Слухав лекції в Берліні та Парижі. Після захисту магістерської дисертації в 1873 році в Петербурзькому університеті працював в Київському університеті (доцент, екстраординарний професор, ординарний професор). З 1899 року професор Київського політехнічного інституту.
В 1921 році Рада Народних Комісарів видала декрет про матеріальне забезпечення В. П. Єрмакова поміж чотирьох визначних науковців країни. 12 вересня 1921 року в знак визнання його заслуг РНК УСРР прийняла постанову «Про соціальне забезпечення заслужених працівників науки», серед інших достойників, Єрмакову дозволено видання за державний кошт наукових праць; звільнено від сплати державних податків; заборонено реквізиції та ущільнення помешкання, яке він займав; матеріально забезпечено, а у випадку смерті — членів родини поза категоріальною довічною ставкою заробітку.  [Архівовано 16 жовтня 2012 у Wayback Machine.]
Помер 16 березня 1922 року. Похований в Києві на Лук'янівському цвинтарі (ділянка № 21).

## Наукова робота
Опублікував ряд курсів та посібників з тих дисциплін, які читав:
- Теорія ймовірностей (1879);
- Нелінійні диференціальні рівняння з частинними похідними (1884);
- Диференціальні рівняння першого порядку з двома змінними (1886);
- Метод найменших квадратів (1887);
- Теорія векторів на площині (1887);
- Аналітична геометрія (1899, 1900);
- Аналіз нескінченно малих величин (1907, 1908, 1919);
- Аналітична геометрія (1918, 1920).

Основні напрями наукової діяльності: теорія рядів, теорія диференціальних рівнянь, варіаційне числення, теорія спеціальних функцій. Автор монографії «Теория абелевых функций» (1897).
Зробив вагомий внесок в розвиток математичної освіти в Україні та Росії. Один з організаторів Київського фізико-математичного товариства (1899).